# Sandra García Martín
María Sandra García Martín (Alhama de Granada, Granada, 24 de octubre de 1972) es una política española del PSOE. Fue elegida senadora por la provincia de Granada durante la XIII Legislatura y la XIV Legislatura, ocupó diversos cargos en la Junta de Andalucía y fue delegada del Gobierno en Andalucía.

## Trayectoria
Nació en el municipio andaluz de Alhama de Granada en 1972. Es licenciada en Ciencias Políticas en la especialidad de Administración Pública por la Universidad de Granada.
Miembro de la Asociación de Mujeres Politólogas de Granada desde 1996, también ha desempeñado puestos de responsabilidad en la administración local, siendo concejala del ayuntamiento de Alhama de Granada (1999-2004) y presidenta de la Mancomunidad de Municipios de la Comarca de Alhama (2003-2004). Asimismo, trabajó para el Consorcio para el Desarrollo del Poniente Granadino y fue agente de empleo y desarrollo local en Jayena (Granada).
Dentro de la administración andaluza, ocupó los cargos de directora general de Calidad, Innovación y Prospección Turística de la Junta de Andalucía (2010 a 2012), delegada provincial de Turismo, Comercio y Deporte en Granada y delegada provincial de Agricultura. Posteriormente fue delegada de la Junta de Andalucía en Granada de 2013 a 2019. 
Fue senadora del PSOE en la provincia de Granada durante la XIII Legislatura y la XIV Legislatura.
El Consejo de Ministros, en sesión celebrada el 11 de febrero de 2020, la nombró nueva delegada del Gobierno en Andalucía, tomando posesión al día siguiente. Desempeñó el cargo hasta el 31 de marzo de 2021.